# Erik Messerschmidt
Erik Messerschmidt, ASC, (Cape Elizabeth, Maine, 23 de outubro de 1980) é um diretor de fotografia estadunidense. É reconhecido por suas colaborações com o diretor David Fincher no filme Mank - enquanto diretor de fotografia - e gaffer em Gone Girl e na série Mindhunter da Netflix. Ele também fotografou episódios das séries de televisão, Fargo, Legion e Raised by Wolves. Seu trabalho já foi indicado 34 vezes a diversas premiações, dentre estes, uma indicação ao Emmy em 2020, por um episódio de Mindhunter E, em abril de 2021, venceu o prêmio mais importante da Sociedade Americana de Cinematografia, além do Oscar de Melhor Fotografia por Mank.

## Vida Pessoal
Messerschmidt cresceu em Cape Elizabeth, Maine. Sua formação universitária foi em produção cinematográfica no Emerson College em Boston, onde foi colega de classe do cineasta Jeremiah Zagar e atuou como codiretor de fotografia no premiado documentário independente de Zagar: "In a Dream (2008)". Em maio de 2020, se casou com Naiara Eizaguirre-Paulos.

## Carreira
Após se mudar a Los Angeles, Messerschmidt serviu como gaffer em séries de TV como Bones, Everybody Hates Chris e Mad Men. Ele também ganhou experiência como diretor de fotografia durante esse tempo filmando comerciais, curtas-metragens e documentários. Messerschmidt teve uma relação de trabalho com o diretor de fotografia Jeff Cronenweth, que o recomendou ao cineasta David Fincher, que o contratou como gaffer em Gone Girl e, mais tarde, como diretor de fotografia para a maioria dos episódios de Mindhunter e Mank. Com Mindhunte,, Messerschmidt explicou a paleta de cores, "tem uma aparência desaturada de verde-amarelo ... [isso] ajuda a dar ao show seu toque de época". Ele afirmou que o efeito é obtido por meio do design de produção, figurinos e locais de filmagem - não necessariamente por meio da iluminação usada no set.

## Premiações e Indicações
Em 2009, Messerschmidt e Mark Stetz foram nomeados ao Golden Frog Award no Camerimage, o Festival Internacional de Cinema de Cinematografia, por seu trabalho em In a Dream.
Em 5 de fevereiro de 2020, Messerschmidt foi admitido como membro da American Society of Cinematographers.
Em 28 de julho de 2020, foi indicado ao Primetime Emmy Award por seu trabalho no "Episódio 6" da segunda temporada da série Mindhunter da Netflix, na categoria Outstanding Cinematography for a Single-Camera Series (One Hour). Porém, o prêmio foi para Merrit David Mullen por um episódio de The Marvelous Mrs. Maisel da Prime Video. 
Em 17 de dezembro de 2020, o trabalho de Messerschmidt em Mank foi nomeado ao prêmio Florida Film Critics Circle de Melhor Fotografia. Já em 21 de dezembro, foi anunciado que ele havia vencido o prêmio.
Em 18 de abril de 2021, venceu o prêmio máximo da American Society of Cinematographers, Outstanding Achievement in Cinematography in Theatrical Releases, por seu trabalho em Mank.
Em 25 de abril de 2021, venceu o Oscar de Melhor Fotografia por Mank. 

## Filmografia Selecionada

### Filmes
| Ano  | Título     | Diretor(es)    | Notas |
| ---- | ---------- | -------------- | --- |
| 2008 | In a Dream | Jeremiah Zagar | Filme Documentário; Crédito dividido com Mark Stetz |
| 2020 | Mank       | David Fincher  | Venceu Oscar de Melhor Fotografia Venceu o ASC Award por Outstanding Achievement in Cinematography Venceu o Satellite Award por Melhor Fotografia Indicado ao BAFTA por Melhor Fotografia Indicado ao Chicago Film Critics Association por Melhor Fotografia Indiciado ao Critics' Choice Movie Award por Melhor Fotografia |

### Televisão
| Ano         | Título           | Diretor(es)                                                                            | Notas                                                                                            |
| ----------- | ---------------- | -------------------------------------------------------------------------------------- | ------------------------------------------------------------------------------------------------ |
| 2017 – 2019 | Mindhunter       | David Fincher Andrew Douglas Asif Kapadia Tobias Lindholm Carl Franklin Andrew Dominik | 16 episódios Indicado ao Primetime Emmy Award por Outstanding Cinematography (Pelo "Episódio 6") |
| 2018 – 2019 | Legion           | Noah Hawley Dana Gonzales John Cameron                                                 | 3 episódios                                                                                      |
| 2020        | Fargo            | Dana Gonzales                                                                          | Episódio "Storia Americana"                                                                      |
| 2020        | Raised by Wolves | Sergio Mimica-Gezzan James Hawes                                                       | 3 episódios                                                                                      |